# 横浜市立新羽小学校
横浜市立新羽小学校（よこはましりつ にっぱしょうがっこう）は、神奈川県横浜市港北区新羽町に位置する市立小学校。近所には竹林や新羽丘陵公園などが存在し、周囲を緑に囲まれた自然豊かな場所にある。校地面積11,850平方メートル、校舎敷地面積5,931平方メートル、運動場3,660平方メートル。法面（傾斜地）2,259平方メートル。

## 歴史
児童数の増加により、新羽町あたりを新しい学区として1977年に作られた。創立時の児童数は590名、学級数16、教職員25名。
- 1977年 - 開校式挙行（新羽中学校敷地内の仮設校舎にて）。校舎、体育館竣工。
- 1980年 - 校庭スプリンクラー・防球ネットの完成。
- 1983年 - 図書室完成。
- 1984年 - 相撲土俵完成。
- 1985年 - 小鳥小屋完成。
- 1986年 - 図工室・ホール・会議室・印刷室完成。
- 1989年 - 防球フェンス完成。
- 1992年 - 焼窯庫完成。
- 1993年 - 視聴覚室・放送室・保険相談室・事務室完成。
- 1997年 - 飼育小屋・観察池・水田・百葉箱完成。
- 2001年 - パソコンルーム開設。
- 2002年 - 個別支援級開始。
- 2003年 - 二学期制に移行。校舎増築工事開始。
- 2004年 - 校舎増築棟完成。
- 2005年 - 新しい飼育小屋完成。
- 2006年 - 新しい土俵完成。
- 2007年 - 「パイオニアスクールよこはま[2]」指定

## 校歌[3]
- 作詞：大室　昭弘
- 作曲：加藤　信広
- 編曲：大坂　美春

## 交通
- 横浜市営地下鉄ブルーライン新羽駅もしくは北新横浜駅下車 徒歩 約15分
- 東急東横線大倉山駅より横浜市営バス41系統にて｢大竹｣バス停下車 徒歩 約7分
- JR東日本、横浜市営地下鉄新横浜駅より東急バス「綱島駅行」にて｢中之窪町｣バス停下車 徒歩 約5分
- 東急東横線「綱島駅」より東急バス「新横浜駅行」にて｢中之窪町｣バス停下車 徒歩 約5分

## 主な進学先
ほとんどの生徒が隣接する横浜市立新羽中学校へと進学する。